# Dryopteris guanchica
Dryopteris guanchica is een varen uit de niervarenfamilie (Dryopteridaceae) die vooral te vinden is in de schaduwrijke Laurisilva of laurierbossen van Macaronesië en de Atlantische kusten van het Iberisch Schiereiland.
Het is een oude hybride van Dryopteris aemula en Dryopteris maderensis.

## Naamgeving en etymologie
- Spaans: Helecho macho, Penco

De soortaanduiding guanchica is afkomstig van het Latijnse 'guanchicus' en verwijst naar de oorspronkelijke inwoners van de Canarische Eilanden, de guanchen.

## Kenmerken
Dryopteris guanchica is een overblijvende varen met een schuine of rechtopstaande rizoom. De bladsteel is meestal zo lang als bladschijf, paarsbruin gekleurd en bezet met donkere, lancetvormige schubben. De bladen zijn tot 150 cm lang, staan in dichte bundels bij elkaar en zijn breed driehoekig, licht- tot blauwgroen gekleurd, drievoudig geveerd, met langwerpige deelblaadjes. De bladslipjes zijn driehoekig tot ovaal, grof getand, en met een spitse top. De onderste bladslipjes zijn ongelijk van grootte, het naar de top gerichte bladslipje veel groter dan het naar de basis gerichte.
De sporendoosjes liggen in niervormige hoopjes in twee rijen langs de middennerf aan de onderzijde van het blad. De sporenhoopjes worden afgedekt door platte, transparante, niervormige dekvliesjes. De varen produceert sporen van mei tot oktober.
D. guanchica is een allotetraploïde plant, 2n = 164.

## Habitat
Dryopteris guanchica is een terrestrische varen die vooral voorkomt in zeer donkere schaduwrijke, vochtige, subtropische bossen op zure, strooiselrijke bodems op kwartsiet- of basaltgesteente, zoals in de altijdgroenblijvende Laurisilva of laurierbossen.

## Verspreiding en voorkomen
Dryoteris guanchica is vooral te vinden in Macaronesië (de Canarische Eilanden, Madeira, de Azoren en de Kaapverdische Eilanden) en langs de Atlantische kusten van het Iberisch Schiereiland (vooral in Cantabrië, Asturië en Galicië, de Sierra de Sintra in Estremadura aan de Portugese westkust en de Sierras de Algeciras in Andalusië).
... · 
D. aemula · 
D. affinis (glanzende geschubde mannetjesvaren) · 
D. aitoniana · 
D. azorica · 
D. borreri (matte geschubde mannetjesvaren) · 
D. cambrensis · 
D. carthusiana (smalle stekelvaren) · 
D. corleyi · 
D. cristata (kamvaren) · 
D. dilatata (brede stekelvaren) · 
D. erythrosora (herfstvaren) · 
D. expansa (tere stekelvaren) · 
D. filix-mas (mannetjesvaren) · 
D. guanchica · 
D. intermedia · 
D. maderensis · 
D. oligodonta · 
D. oreades · 
D. remota · 
D. rigida · 
D. stanley-walkeri · 
D. villarii · 
...